# Polyfosforečné kyseliny

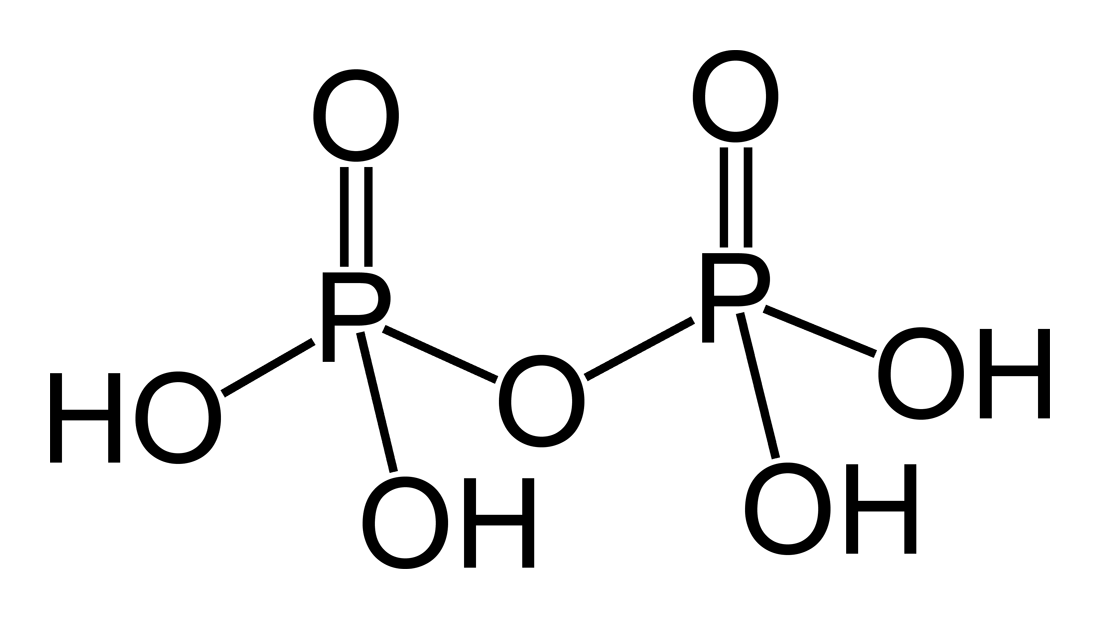
Kyselina difosforečná

Kyselina fosforečná je obecně kyselina obsahující pětimocný atom fosforu, na který jsou navázány čtyři atomy kyslíku, jeden dvojnou a tři jednoduchou vazbou, přičemž vytvářejí čtyřstěnnou strukturu s kyslíkovými atomy ve vrcholech. Může dojít k propojení dvou nebo více takovýchto čtyřstěnů pomocí atomu kyslíku, navázaného dvojicí jednoduchých vazeb ke dvěma sousedním čtyřstěnům, čímž mohou vznikat nerozvětvené, rozvětvené a cyklické řetězce i složitější struktury. Na atomy kyslíku, které nespojují tyto jednotky, jsou připojeny kyselé atomy vodíku.
Tímto propojením vznikají polyfosforečné kyseliny s obecným vzorcem Hn+2-2xPnO3n+1-x (n) je počet atomů fosforu a x je počet jednoduchých cyklů, od 0 do (n+2)/2.
Tyto kyseliny, společně se svými solemi a estery, patří k nejvýznamnějším sloučeninám fosforu, díky svému značnému významu v biochemii, mineralogii, agrochemii, farmaceutické chemii, chemickém průmyslu a výzkumu.

## Přehled

### Kyselina (trihydrogen)fosforečná
Nejjednodušší a nejčastěji využívanou kyselinou fosforu je kyselina trihydrogenfosforečná, H3PO4.

### Oligofosforečné a polyfosforečné kyseliny

Obecný vzorec polyfosforečné kyseliny

Molekuly kyseliny trihydrogenfosforečné mohou kondenzovat za vzniku větších molekul a odštěpení molekul vody. Kondenzací menšího počtu molekul vznikají oligofosforečné a z většího počtu polyfosforečné kyseliny.
Jako příklady lze uvést kyselinu difosforečnou, trifosforečnou a tetrafosforečnou, které lze připravit následujícími reakcemi:
2 H3PO4 → H4P2O7 + H2O
H4P2O7 + H3PO4 → H5P3O10 + H2O
H5P3O10 + H3PO4 → H6P4O13 + H2O
V hlavních řetězcích polyfosforečných kyselin se střídají atomy fosforu a kyslíku. Přidáním každého dalšího orthofosforečnanového zbytku se do molekula rozšíří o jeden atom vodíku, jeden atom fosforu a tři atomy kyslíku. Obecný sumární vzorec (acyklické) polyfosforečné kyseliny lze zapsat jako Hn+2PnO3n+1 nebo HO(–P(O)(OH)–O–)nH.
Polyfosforečné kyseliny se používají v organické syntéze při cyklizačních a acylačních reakcích.

### Cyklické polyfosforečné kyseliny
Kondenzací dvou hydroxylových skupin v jedné molekule vznikají cyklické polyfosforečné kyseliny, jako je například kyselina trimetafosforečná:
H5P3O10 → H3P3O9 + H2O

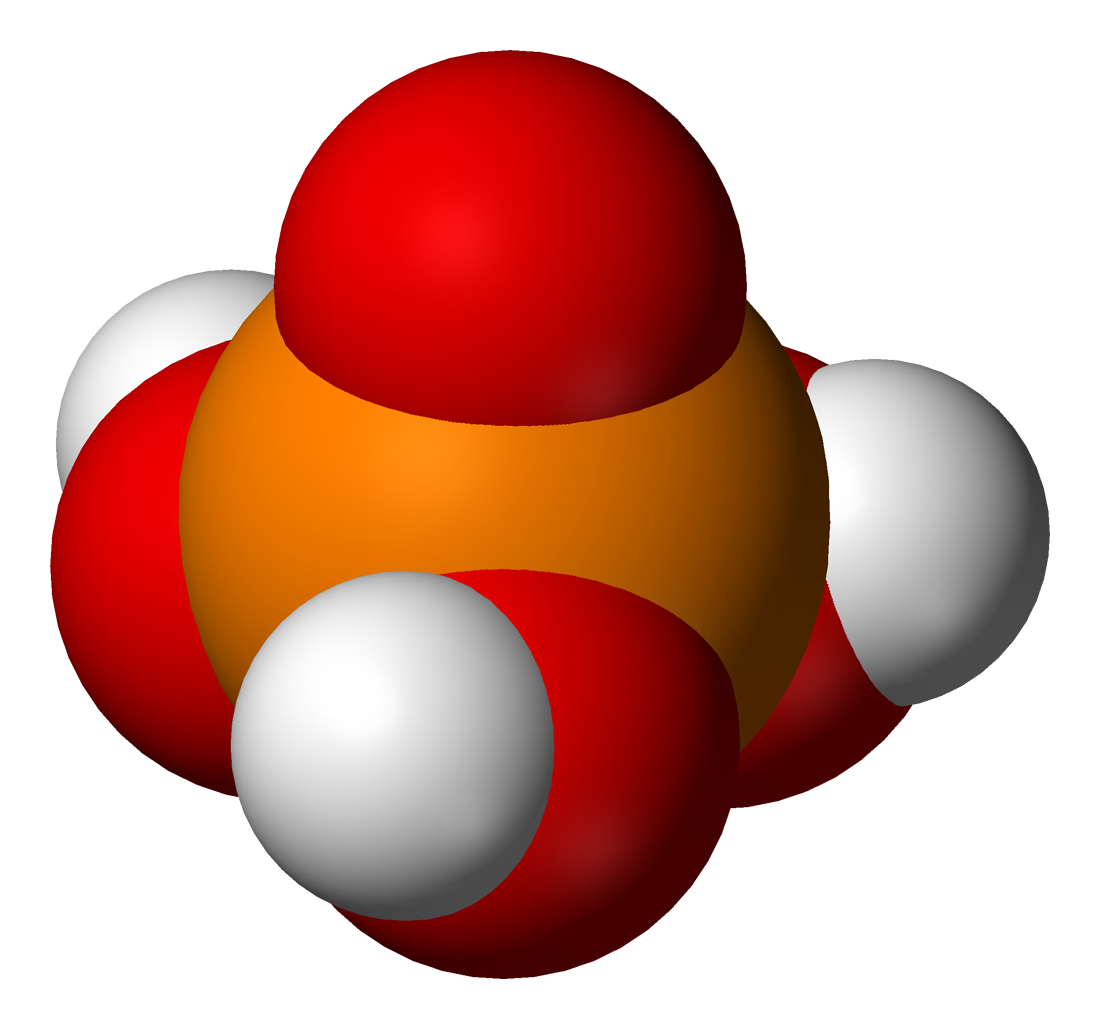
kyselina trihydrogenfosforečná H3PO4
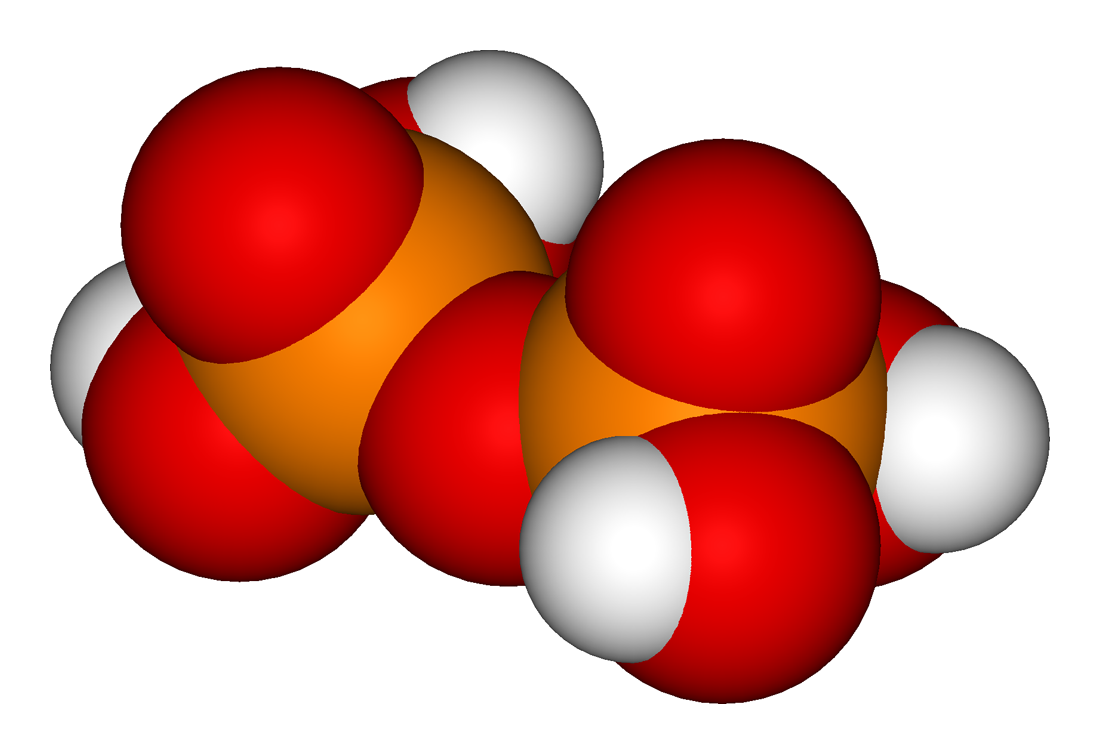
Kyselina difosforečná H4P2O7
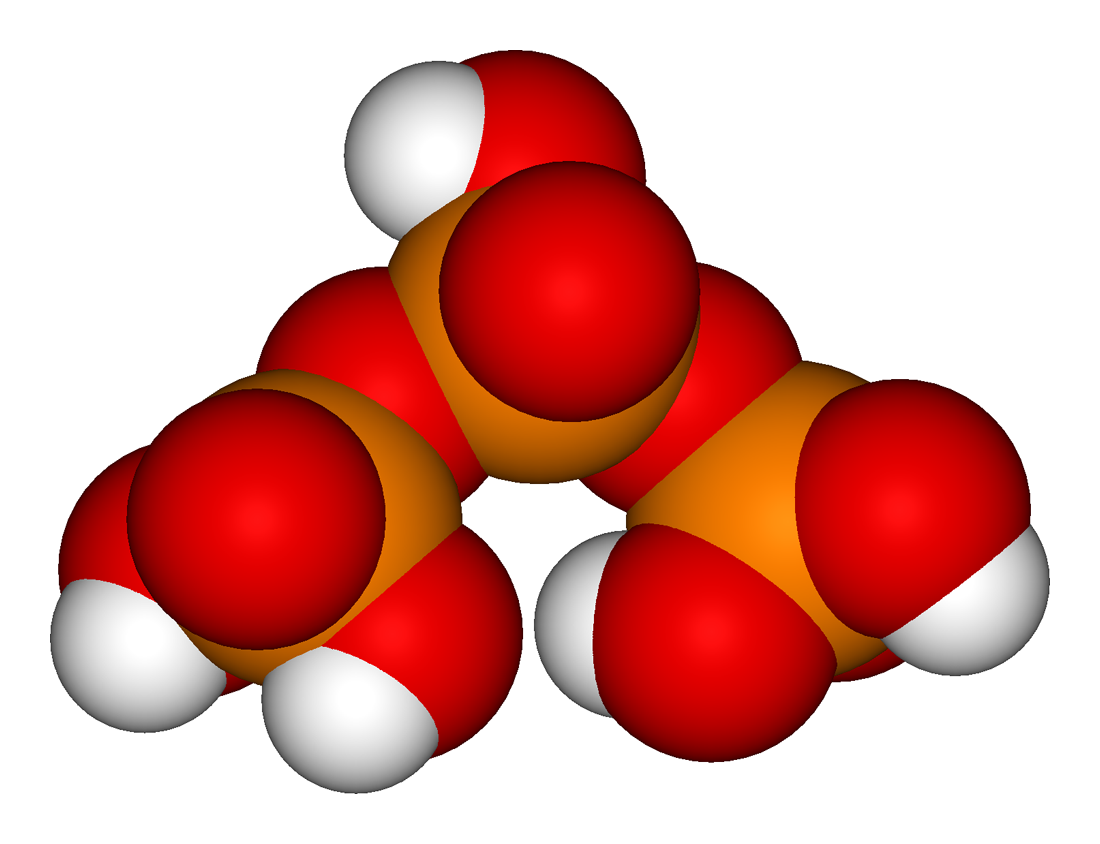
Kyselina trifosforečná H5P3O10
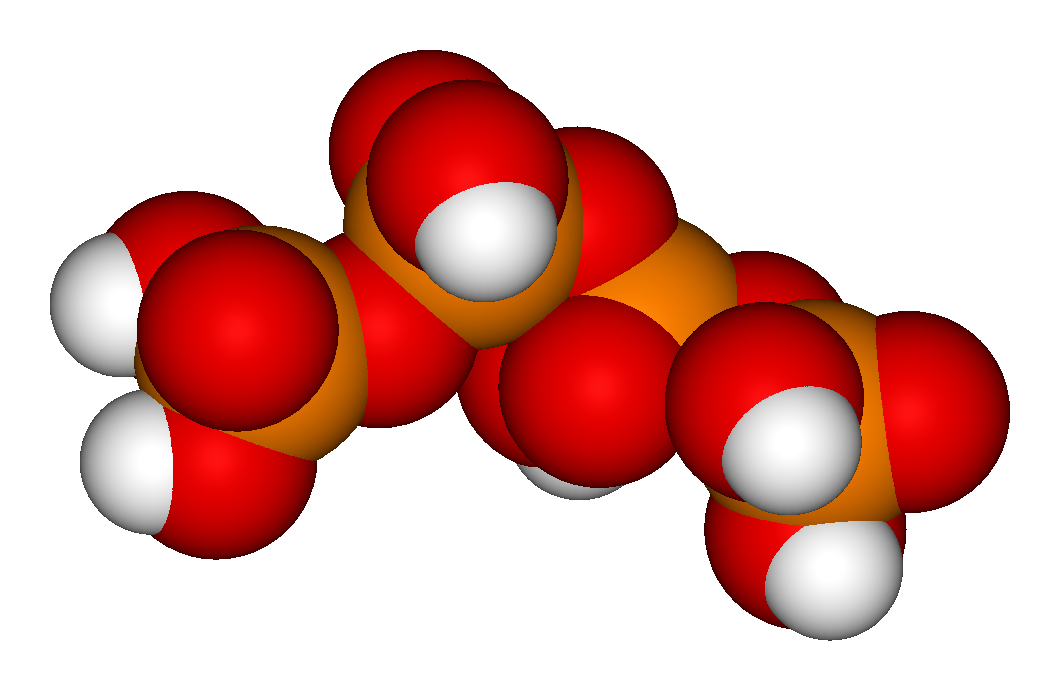
Kyselina tetrafosforečná H6P4O13
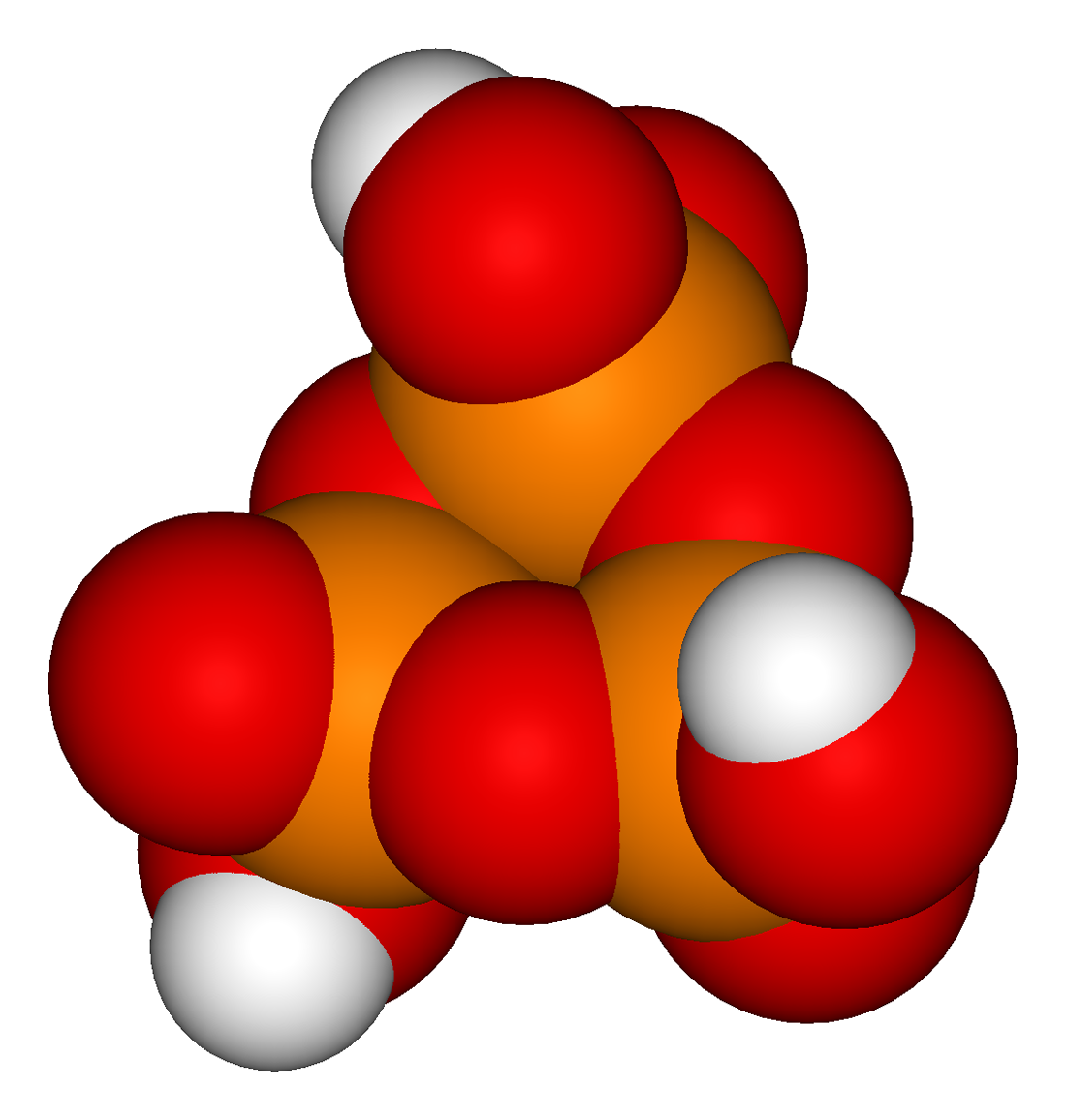
Kyselina trimetafosforečná H3P3O9
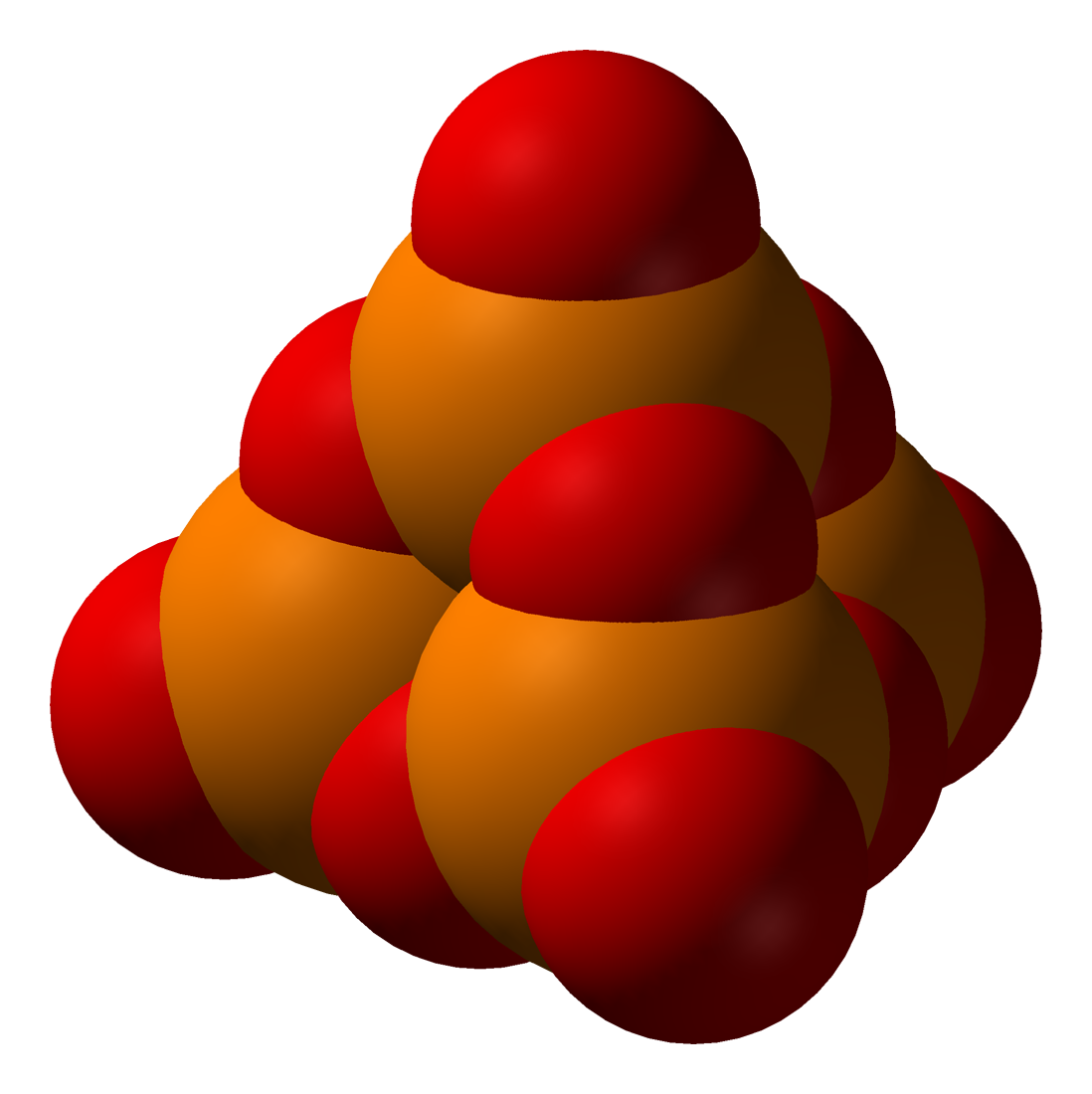
Oxid fosforečný P4O10

Mezním případem této vnitřní kondenzace je vznik produktu, u něhož jsou všechny kyslíkové atomy součástí cyklu a nejsou dostupné volné atomy vodíku, což nastává u anhydridů (PnO5n/2), jako je například oxid fosforečný (P4O10).

## Soli
Odštěpením vodíkových kationtů (H+) z molekuly fosforečných kyselin vznikají fosforečnanové anionty, při odštěpení jen některých vznikají anionty hydrogenfosforečnanové.

### Soli kyseliny trihydrogenfosforečné
Od kyseliny trihydrogenfosforečné jsou odvozeny tyto anionty: dihydrogenfosforečnanový (H2PO -
4 ), hydrogenfosforečnanový (HPO 2-
4 ) a fosforečnanový (PO 3-
4 ).

### Lineární oligofosforečnany a polyfosforečnany
Disociací kyseliny difosforečné (H4P2O7) mohou vzniknout čtyři různé anionty H4-kP2O7k−, kde k může mít hodnotu 1 až 4. Odštěpením čtyř vodíkových kationtů se tvoří difosforečnanový anion (P2O 4-
7 ). Kyselina trifosforečná může vytvořit celkem 5 aniontů H5-kP3O10k−, u kterých může k být rovno 1 až 5, a kyselina tetrafosforečná celkem 6.
Podobně i rozvětvené polyfosforečné kyseliny mohou vytvářet různé anionty. Nejjednoduššími případy jsou trifosfonofosforečnanový anion [OP(OPO3)3]9− a jeho částečně disociované obdoby. Obecný vzorec necyklického polyfosforečnanového aniontu je [Hn+2−kPnO3n+1]k−, kde k může být 1 až n+2. Míra disociace závisí na pH roztoku.

### Cyklické polyfosforečnany

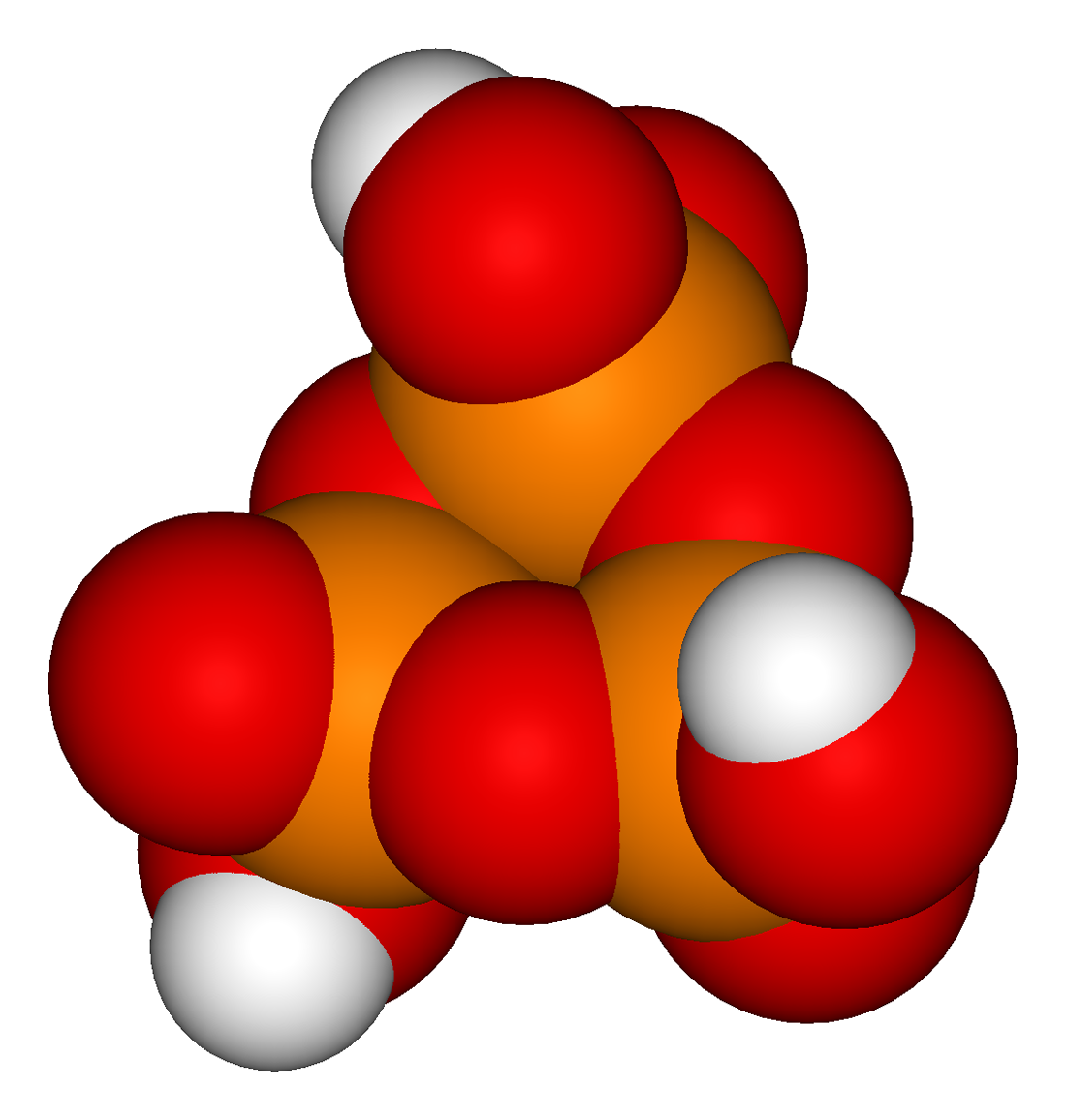
Struktura kyseliny trimetafosforečné

Jednotlivé zbytky kyseliny fosforečné se mohou vázat do cyklických struktur za tvorby metafosforečných kyselin. Nejjednodušším případem je kyselina trimetafosforečná se vzorcem H3P3O9 (viz obrázek výše). Při každé kondenzaci se uvolní molekula vody (H2O). Přestože jsou tyto kyseliny obecně nazývány trimetafosforečnými, tak mohou ve skutečnosti mít různé struktury. Obecný sumární vzorec je (HPO3)x, kde x označuje počet fosforečnanových jednotek v molekule. Teoretickým monomerem těchto kyselin je kyselina monometafosforečná (monohydrogenfosforečná), HPO3, která by byla isoelektronová s kyselinou dusičnou, dosud však nebyla izolována, a to ani ve formě soli.
Deprotonací cyklických polyfosforečných kyselin vznikají cyklické (meta)fosforečnanové anionty. Příkladem soli takového aniontu je hexametafosforečnan sodný (Na6P6O18), používaný jako sekvestrant a potravinářská přídatná látka.

## Estery

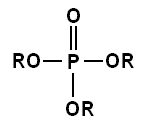
Obecný strukturný vzorec monofosfátového esteru; R může být H nebo organický substituent.

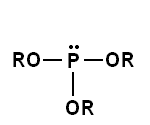
Obecný strukturní vzorec fosforitanového esteru;
R může být H
nebo organický substituent.

Hydroxylové skupiny v molekulách (poly)fosforečných kyselin mohou také kondenzovat s hydroxylovými skupinami alkoholů a fenolů za vzniku příslušných organofosfátových esterů. Kyselina trihydrogenfosforečná má tři hydroxyly a tak může tvořit mono-, di- a triestery. Esterifikace může probíhat i u polyfosforečných kyselin. V závislosti na pH roztoku může odštěpit vodíkový kation kterákoliv z hydroxylových skupin. V živých organismech se vyskytuje velké množství derivátů mono-, di- a trifosforečných kyselin (většinou esterů); řada z nich, jako například adenosindifosfát (ADP) a adenosintrifosfát (ATP) má velký význam v metabolismu.